# Maria Clotilde af Savoyen
Maria Clotilde af Savoyen (italiensk: Maria Clotilde di Savoia; 2. marts 1843, Torino – 25. juni 1911, Moncalieri) var en italiensk prinsesse, der var datter af Kong Viktor Emanuel 2. af Sardinien, fra 1861 Konge af Italien, i hans ægteskab med Adelheid af Østrig. Hun var gift med den franske tronprætendent Napoléon Joseph Charles Paul Bonaparte.